# Liste der Mitglieder der Deutschen Akademie der Naturforscher Leopoldina/1695
Die Liste der Mitglieder der Deutschen Akademie der Naturforscher Leopoldina für 1695 enthält alle Personen, die im Jahr 1695 zum Mitglied ernannt wurden. Insgesamt gab es acht neu gewählte Mitglieder.

## Mitglieder
| Nr. | Name                          | Beiname        | Geboren       | Aufnahme | Gestorben     | Bild                 |
| --- | ----------------------------- | -------------- | ------------- | -------- | ------------- | -------------------- |
| 211 | Martin Anton von Thran        | Agapius        |               | 21. Mrz. | 10. Jan. 1715 |                      |
| 212 | Johann Georg Joseph Schwaller | Alexio         | 18. Okt. 1672 | 5. Apr.  | 1. Juli 1738  |                      |
| 213 | Ernst Fridemann Schelhas      | Anaxagoras I.  | 16. Mai 1649  | 17. Jun. | 26. Jan. 1703 |                      |
| 214 | Karl Philipp Lombard          | Philetes I.    | 1663          | 17. Jun. |               |                      |
| 215 | Christian von Helwich         | Empedokles I.  | 6. Jan. 1666  | 25. Jun. | 20. Sep. 1740 |                      |
| 216 | Johann Georg Hoyer            | Apollodorus I. | 26. Aug. 1663 | 2. Aug.  | 1. Apr. 1738  | Johann Georg Hoyer   |
| 217 | Johann Ludwig Apinus          | Nonus          | 20. Nov. 1668 | 14. Sep. | 28. Okt. 1703 | Johann Ludwig Apinus |
| 218 | Maximilian Preuss             | Iapis I.       | 10. März 1652 | 6. Okt.  | 6. Sep. 1721  |                      |